# 小林直己
小林 直己（こばやし なおき、1984年11月10日 - ）は、日本のダンサー、俳優。EXILE、三代目 J SOUL BROTHERS from EXILE TRIBEのメンバー。J Soul Brothers（二代目）の元メンバー。
千葉県印西市出身。身長188cm。血液型はO型。

## 略歴
千葉県立船橋東高等学校卒業、法政大学文学部哲学科中退。
高校時代に歌手を志しボイストレーニングに通っていたが、リズム感を付けるため17歳からダンスを始める。ダンスの仕事をしたいと思い、大学は3年時に中退。
2006年、映画『RIZE』公開記念イベントとして開催されたダンスバトルなどでKRUMPのダンスチームRAG POUNDと知り合い、AKIRAと出会う。同年7月、RAG POUNDに加入。同年10月、J Soul Brothers選出オーディションに挑戦するも落選。
2007年9月、舞台『太陽に灼かれて』で俳優デビュー。同年11月10日にJ Soul Brothers（二代目）に加入し、2009年3月1日にJ Soul Brothersのメンバー全員がEXILEに加入。2010年11月10日からEXILEと並行して三代目 J Soul Brothersのリーダー兼パフォーマーとしても活動。
2014年7月22日、EXILE第四章始動に伴い、名義をNAOKIから本名の小林直己に変更。
2017年のLDH新体制においてLDH USAのスタッフを務めていた。

## 人物
- 兄、姉、妹がいる[4][11]。
- 中学時代はバスケットボール部と合唱部に所属していた。高校時代はバンド部に所属していた[12]。
- ダンススクールEXPG東京校に通っていた[13]。エイベックス・アーティストアカデミーの受講生であった[14]。

### デビュー後
- 30歳の時、英会話スクールに通い始めた。同時に、ネイティブな発音を身につけるため、ロサンゼルスに通い、英語を教えてくれるトレーナーを探し、できる限り一緒に過ごしたという。2019年配信の映画『アースクエイクバード』に於いて英語の台詞がメインの役を演じた[15]。
- 2023年からEXILEの活動に参加しておらず[16][17][18][19]、『EXILE LIVE 2023 in TAIPEI』[20]『EXILE LIVE TOUR 2025 "WHAT IS EXILE"』も不参加だった[21]。理由は不明。

### 体調面
- 2012年1月25日、発達性脊柱管狭窄症による首の手術を受けることを発表[22]。同年4月開始のツアーまで活動制限となった[22]。前年のツアー中に受けた診断で偶然、同症状が判明したという[22]。
- 2021年6月4日、新型コロナウイルスに感染したことを発表。『EXILE TRIBE LIVE TOUR 2021 "RISING SUN TO THE WORLD"』の愛知3公演は不参加だった[23]。
- 2021年12月12日、前日に行われた『三代目 J SOUL BROTHERS LIVE TOUR 2021 "THIS IS JSB"』の大阪公演中にステージ下で頭部を打撲したと発表。首の手術の経験があるため安静にするよう医師より指示があったとして、同ツアーの残り大阪1公演と[24]、福岡2公演は不参加だった[25]。また、『EXILE LIVE TOUR 2021 "RED PHOENIX"』も全公演不参加だった[26]。

## 出演

### 舞台
- 劇団EXILE 本公演第1回「太陽に灼かれて」（2007年9月 - 10月）
- 劇団EXILE 本公演第2回「CROWN 眠らない夜の果てに…」（2008年5月）
- 劇団方南ぐみ 企画公演「あたっくNo.1」（2009年1月） - 北吾一 少尉 役
- その鉄塔に男たちはいるという（2009年10月） - 主演・吉村 役
- 劇団EXILE JUNCTION #1「Night Ballet」（2010年3月） - 大賀 / 三宅 役
- 劇団EXILE 本公演第4回「DANCE EARTH 〜願い〜」（2010年5月） - ヨシキ 役
- 熱海殺人事件 40years' NEW（2013年2月 - 3月） - 大山金太郎 役[27]
- 劇団EXILE「あたっくNo.1」（2013年8月 - 9月） - 北吾一 少尉 役
- 飛龍伝21 〜殺戮の秋〈いつの日か、白き翼に乗りて〉（2013年10月） - ゲスト出演[28]
- DANCE EARTH PROJECT グローバルダンスエンターテインメント「Changes」（2014年5月） - 黒檀 役

### テレビドラマ
- クロハ 〜機捜の女性捜査官〜（2015年2月22日、テレビ朝日） - 雷雲 役[29]
- ナイトヒーロー NAOTO（2016年4月 - 6月、テレビ東京） - 小林直己 役[30]
- 質実剛健 〜生きざま〜（2017年4月15日、mable） - 山中鹿介 役  [31]

### 配信ドラマ
- 医師 問題無ノ介（2014年12月、dビデオ powered by BeeTV） - 闇埜一刀斎 役[32]
  - 医師 問題無ノ介2（2016年12月、dTV）[33]
- 箱の中 The vertical FOCUS（2020年12月、smash.） - 主演・瀬戸譲二 役[34]
- アイの先にあるもの（2022年3月、ミラシル） - 主演・陽人 役[35]

### 映画
- たたら侍（2017年） - 新平 役
- HiGH&LOW THE MOVIE 2 / END OF SKY（2017年） - 九鬼源治 役
  - HiGH&LOW THE MOVIE 3 / FINAL MISSION（2017年）

### 短編映画
- 荒野の忍 Returen of Ninja（2018年） - サトウ 役 [36]
- その瞬間、僕は泣きたくなった-CINEMA FIGHTERS project-「海風」（2019年）- 主演・蓮 役[37]

### 配信映画
- アースクエイクバード（2019年、Netflix） - 禎司 役

### CM
- GREE「聖戦ケルベロス」（2012年）[38]
- 富士通「ARROWS」（2012年）[39]
- 江崎グリコ「ポッキー」（2015年 - 2018年）[40]
- サントリー「ザ・モルツ」（2016年）[41]
- 洋服の青山（2017年）[42]
- 日清食品「カップヌードル」（2018年）[43]
- NTTドコモ（2019年）[44]

### 配信番組
- EXILEが毎日生出演「19 -Road to AMAZING WORLD-」アルバム発売特番 〜直己の部屋〜（2015年3月23日 - 29日、ニコニコ生放送） - MC[45]
- GQ JAPAN「TALKING BOOKS」（2020年9月11日 - 、YouTube） - MC[46]

### ランウェイ
- Yohji Yamamoto HOMME 2017SS Paris Collection（2016年6月23日）[47]
  - Yohji Yamamoto HOMME 2017-18 AW Paris Collection（2017年1月19日）[48]
  - Yohji Yamamoto Homme 2018ss paris collection（2017年6月22日）[49]
  - Yohji Yamamoto 2018AW Collection（2018年1月18日）[50]
- Y-3 Fall-Winter 2017 Paris Collection（2017年1月22日）[48]
- The“O.SHIRO”Collection（2019年12月7日）[51]

### ミュージックビデオ
- 知って、肝炎プロジェクト テーマソング「笑顔の明日」（2016年）[52][53]
- EXILE THE SECOND「YEAH!! YEAH!! YEAH!!」（2016年）[54]
- JAY'ED「Here I Stand -Dance ver.-」（2017年）[55]

### 連載
- 文藝春秋digital「EXILEになれなくて」（2020年10月 - 2021年4月）[56]

### その他
- 島根県観光プロモーション「ご縁の国しまね」イメージキャラクター（2015年6月 - 2018年6月）[57]
- ショートショートフィルムフェスティバル in ハリウッド アンバサダー（2019年）[58]

## 書籍
- 選択と奇跡 あの日、僕の名字はEXILEになった（2021年11月24日、文藝春秋）ISBN 978-4163914374[59]
- Art ＆ Age (2025年4月2日、blueprint）ISBN 978-4-909852-56-4[60]

## プロデュース
- JAY'ED「Here I Stand -Dance ver.-」（2017年）[55]
- 太秦映画村 太秦江戸酒場 サムライダンスショー（2017年）[61]

振り付け
- 劇団EXILE公演「太陽に灼かれて」（2007年）[5]
- THE Sharehappi from 三代目 J Soul Brothers from EXILE TRIBE「Share The Love」（2015年）[40]
- 三代目 J SOUL BROTHERS from EXILE TRIBE「Rat-tat-tat」（2019年）[62]
- HONEST BOY「O・Y」（2020年）[63]

## 受賞
- オークランド国際映画祭 最優秀助演男優賞『たたら侍』（2017年）[64]